# قلعه کوسی
قلعه کوسی (فرانسوی: Château de Coucy‎) یک قلعه تاریخی در پیکاردی فرانسه است که اوایل قرن سیزدهم توسط آنگران سوم، حاکم کوسی ساخته شده‌است.

## ساخت
کار ساخت قلعه در سال ۱۲۲۳ میلادی آغاز شد و تحت نظارت آنگران سوم تنها پس از هفت سال به پایان رسید. درحالی که اتمام موارد مشابه معمولاً نیم تا یک و نیم سده به طول می‌انجامید. در کار ساخت قعله از بیش از ۱۶۰۰ متخصص در زمینه‌های مختلف و تعداد بیشماری گاری گاو نر برای حمل سنگ از معادن به تپه استفاده شد. این قلعه را از منظر طراحی و اجرا می‌توان کامل‌ترین سازه نظامی سده‌های میانه در اروپا توصیف کرد.

## موقعیت
این قلعه در منطقه پیکاردی و بر فراز تپه‌ای احداث شد. عظمت آن موجب می‌شد مسافرانی که از هر جهت به آن نزدیک می‌شدند، از فاصله دور نظاره‌گر شکوه حاکمان آن باشند. بلندای تپه امکان مشاهده اطراف قلعه تا فاصله ۵۰ کیلومتری را فراهم می‌کرد که موجب دفع خطر غافلگیری می‌شد.

## طراحی

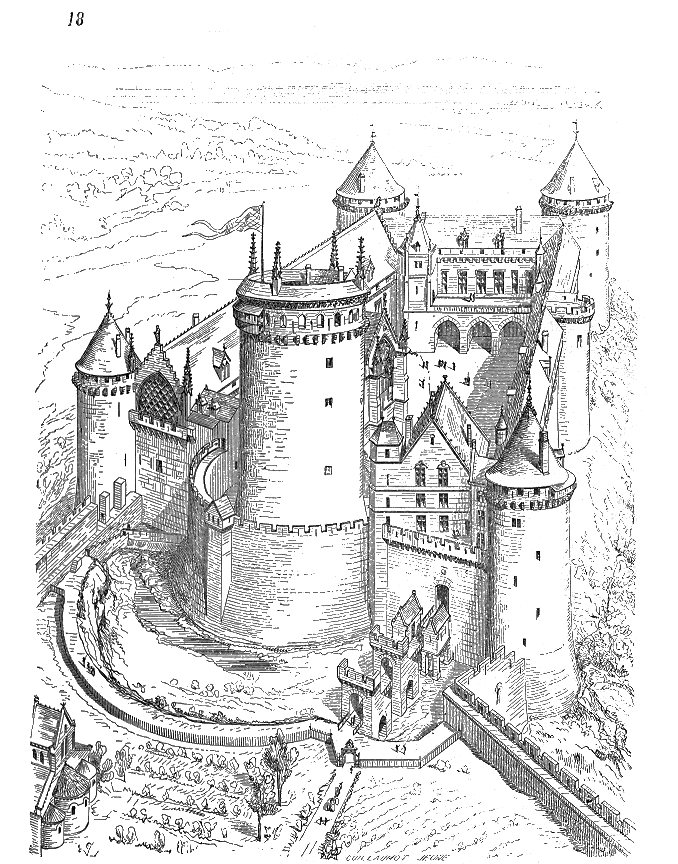

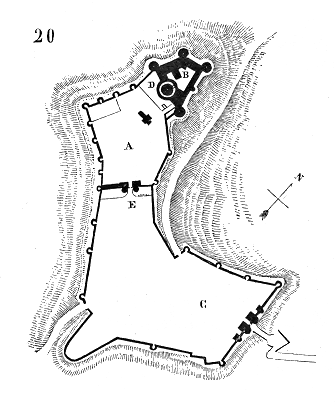
نقشه قلعه

قلعه کوسی مساحتی بیش از ۸ هزار متر مربع را دربرمی‌گرفت و پنج برجک داشت. برجک‌های اطراف قلعه دارای ارتفاع ۳۰ متری و قطر ۲۰ متری بودند. قلعه از سه جهت به لبه تپه‌ای که بر فراز آن بود، منتهی می‌گردید. تنها ورودی آن که با برجک‌های حفاظتی، خندق و دروازه بالارو محافظت شده بود، دری مستحکم در طرف داخل بود که در مقابل برجک دفاعی قرار داشت. این دروازه به محوطه‌ای ۲۵ هزار متر مربعی محصوری در میانه تپه باز می‌شد که اصطبل‌ها، چراگاه اسبان شوالیه‌ها و سایر اماکن خدماتی در آن قرار داشت. پس از این محوطه، در طرف دیگر تپه که عرض بیشتری داشت، شهرکی صد خانواری به همراه یک کلیسا واقع گشته بود. تمامی این بخش‌ها با دیواری به همراه سی برجک پیشکرده، بر فراز تپه محصور شده بود و از طریق سه دروازه مستحکم به دنیای بیرون متصل می‌گردید. تندی شیب تپه در قسمت جنوبی دفاع از آن را راحت‌تر کرده بود. در قسمت شمالی که تپه به سطح زمین می‌رسید، حفر یک خندق بزرگ مانع دیگری بر سر راه قلعه ایجاد کرده بود.

### برجک دفاعی
برجک دفاعی سه طبقه استوانه‌ای شکل با قطر قریب به ۳۰ متر که «دونژون» نامیده می‌شود، ارتفاعی ۵۵ متری یعنی دو برابر سایر برجک‌های هر گوشه قلعه، داشت. این برجک دفاعی بزرگترین سازه از نوع خود در اروپا به حساب می‌آمد. بر سر در ورودی دونژون نقش برجسته ای از یک شوالیه بدون زره در حال رزم با یک شیر حک شده بود که نمادی از شجاعت جوانمردانه بود. حاشیه دیوارهای قلعه و دونژون با رنگ آمیزی تزئین گشته بود.
درون دونژون آشپزخانه، نانوایی، انباری، چاه و سرداب وجود داشت و در هر طبقه شومینه بزرگی ساخته شده بود. دودکش‌های شومینه‌ای تعبیه شده در دیوار برای آتشگاه‌ها که در همه بخش‌های این قلعه به کار برده شده بود، نوعی پیشرفت فناورانه سده یازدهم میلادی به حساب می‌آمد که با فراهم آوردن امکان گرمایش جداگانه برای هر اتاق، لزوم جمع شدن افراد در اتاق اصلی برای گرم شدن یا غذا خوردن را بر طرف می‌کرد و راحتی و آسایش بیشتری برای ساکنان به ارمغان می‌آورد. داخل ساختمان بلندای هر پله نزدیک به ۴۰ سانتی‌متر و ارتفاع نشیمن‌گاه‌های پنجره‌ای یک متر بود به گونه‌ای که گویی سازندگان تحت تأثیر عظمت قلعه، درون آن را با مقیاس موجودات غول‌پیکری چون تیتان‌ها طراحی کرده‌اند. یک راه‌پله مارپیچ طبقات را به یکدیگر متصل می‌کرد. در سقف هر طبقه حفره ای تعبیه گشته بود تا نور و هوای بیشتری به درون ساختمان راه بیابد و بدون نیاز به بالا و پایین رفتن از پله‌ها فرمان‌های صوتی به نقاط مختلف ارسال گردد. بدین طریق با فراخوانی از طبقه میانی، امکان سازمان‌دهی ۱۲۰۰ تا ۱۵۰۰ تن وجود داشت. به جز اتاق کوچکی در طبقه دوم که احتمالاً منسوب به بانوی قلعه بود و با یک پنجره به فضای بیرونی مشرف می‌شد، محل اقامت سنیور و خانواده او در بخشی از قلعه قرار داشت که کمترین میزان دسترسی از خارج بدان جا وجود داشت.
راه‌های زیرزمینی تمامی بخش‌ها قلعه را به یکدیگر، به محوطه بیرون آن و به صورت مخفیانه به خارج از تپه مرتبط می‌کرد. امکان تأمین مایحتاج محاصره شدگان نیز از این طریق فراهم بود. این بنا هنگام محاصره می‌توانست هزار نفر را در خود جای دهد.